# 윈체스터 미스터리 하우스

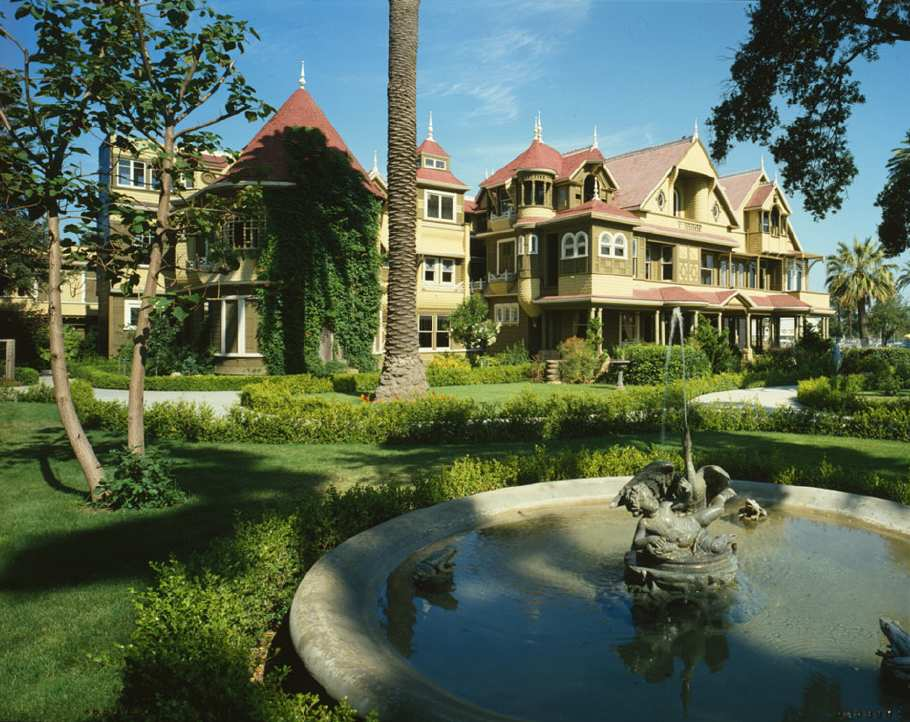
윈체스터 미스터리 하우스

윈체스터 미스터리 하우스(Winchester Mystery House)는 캘리포니아주 새너제이에 위치한 주택이다. 이른바 유령 저택으로 불린다.

## 개요
이 저택은 38년 동안 지속적으로 건설이 계속되고 있어, 저주 받았다는 소문이 있다. 이 저택은 사업에서 성공을 거둔 사업가 윌리엄 워트 윈체스터의 미망인 세라 윈체스터의 개인 주택이었지만, 현재는 관광지로 변해있다. 세라 윈체스터의 지시하에, 38년 후인 1922년 9월 5일 그녀가 죽음에 이르기까지 무려 24시간 365일, 저택의 공사가 계속되었다. 이러한 연거푸 건설 공사비는 약 550만 달러였다고 추정되고있다. 저택은 기본적인 설계에 계획 자체가 없는 것으로 유명하다. 일반적으로 믿어지고 있는 이야기에 의하면 갑작스럽게 그녀의 남편과 딸이 질병으로 죽었고, 그 후 세라는 총살당한 영혼이 보이기 시작했다. 저택이 윈체스터 라이플에 의해 살해당한 사람들의 영혼의 저주에 의해 저택에 영향을 미칠 것으로 예상하여, 폴터가이스트 현상 때문에 언제든지 피하기 위해 숨겨진 방과 비밀 통로를 계속하여 증축하였다고 한다.